# エイヤフィヨルズル
座標: 北緯65度51分 西経18度08分 / 北緯65.850度 西経18.133度

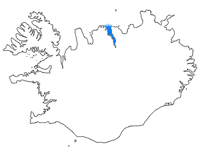
地図中の着色されている部分がエイヤフィヨルズルである。

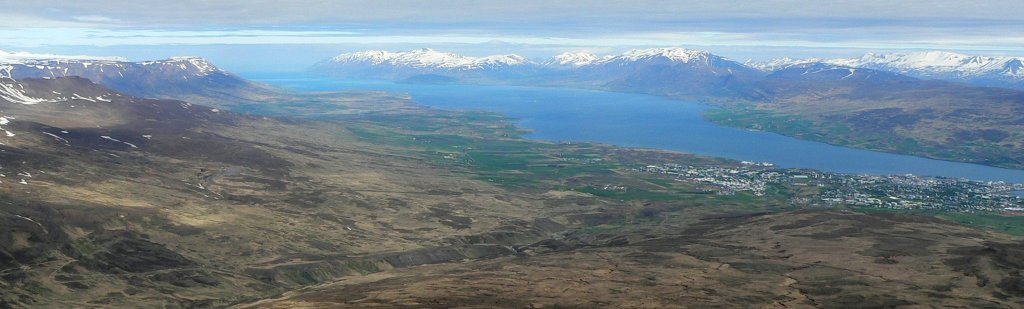
夏のエイヤフィヨルズル

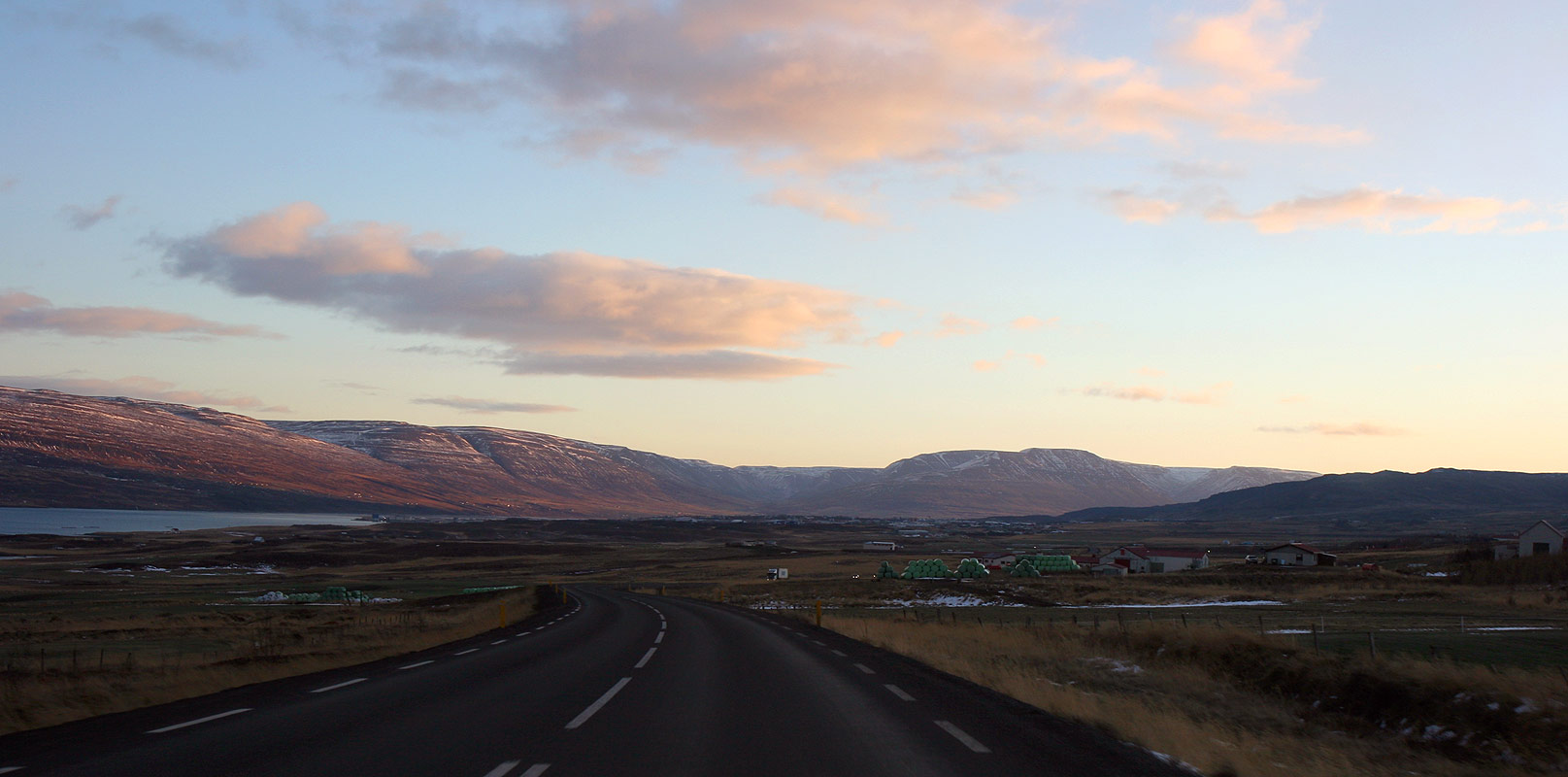
エイヤフィヨルズルを挟んだ南東方向の様子。エクスナダールスヘイジ（Öxnadalsheiði）道の西出口より。

エイヤフィヨルズル、エイヤ・フィヨルド（アイスランド語: Eyjafjörður, 「島のある峡湾」の意）は、アイスランド中北部にあるフィヨルド。中北部では最長のフィヨルドである。この周辺は、レイキャヴィーク周辺に続きアイスランドで2番目に人口が多い地域となっている。この地名は、湾内にフリース島（アイスランド語: Hrísey）という大きな島があることに由来する。

## 自然地理
エイヤフィヨルズルは細長く遠浅で、湾口から湾奥まで約 60 km の奥行きがある。幅が最も広くなっている地点は、フィヨルドの湾口にあたるそれぞれシグルネース（アイスランド語: Siglunes）、ギョーグルタウ（アイスランド語: Gjögurtá）と呼ばれる地点の間で、幅 25 km となっている。しかし、縦に長く伸びたフィヨルドの大部分では、通常 6-10 km 幅となっている。2つの小フィヨルドが、エイヤフィヨルズルの西側から枝分かれしており、それぞれオゥラフスフィヨルズル（アイスランド語: Ólafsfjörður）、ヒェジンスフィヨルズル（アイスランド語: Héðinsfjörður）と呼ばれている。
エイヤフィヨルズルは両岸を丘陵や山地に囲まれているが、西側のトロトラ半島（アイスランド語: Tröllaskagi）にある山地のため、西岸の方が東岸よりかなり高い。フィヨルドの外側の部分では、急勾配の丘陵がまっすぐ海へと落ち込んでいるため、岸に沿った低地が無い。フィヨルドをさらに南に下ったところでは、両岸に沿って細長い低地が存在している。この低地は、西岸側の方がより広くなっている。
何本かの谷がエイヤフィヨルズルから続いている。その多くは西側にあり、代表的なものはヘルグアウル谷（アイスランド語: Hörgárdalur）とスヴァルヴァーザル谷（アイスランド語: Svarfaðardalur）の2つである。ダールスミンニ（アイスランド語: Dalsmynni）はエイヤフィヨルズルの東側にある唯一の谷である。しかしながら、エイヤフィヨルズルにある最大の谷は、フィヨルド部から南へとまっすぐ延びている谷であり、この谷もまたエイヤフィヨルズルと呼ばれる。それは長く幅広で、アイスランド最大の農業地域の一つが存在している。
湾には多くの川が流れ込んでおり、代表的なものにエイヤフィヤルザル川（アイスランド語: Eyjafjarðará）、フニョウスク川（アイスランド語: Fnjóská）、ヘルグ川（アイスランド語: Hörgá）がある。
湾の中央にあるフリース島（アイスランド語: Hrísey）はアイスランド沿岸にある島々の中で2番目に大きい島であり（1位はヘイマエイ島）、「エイヤ・フィヨルドの真珠」と呼ばれることもある。

## 住人

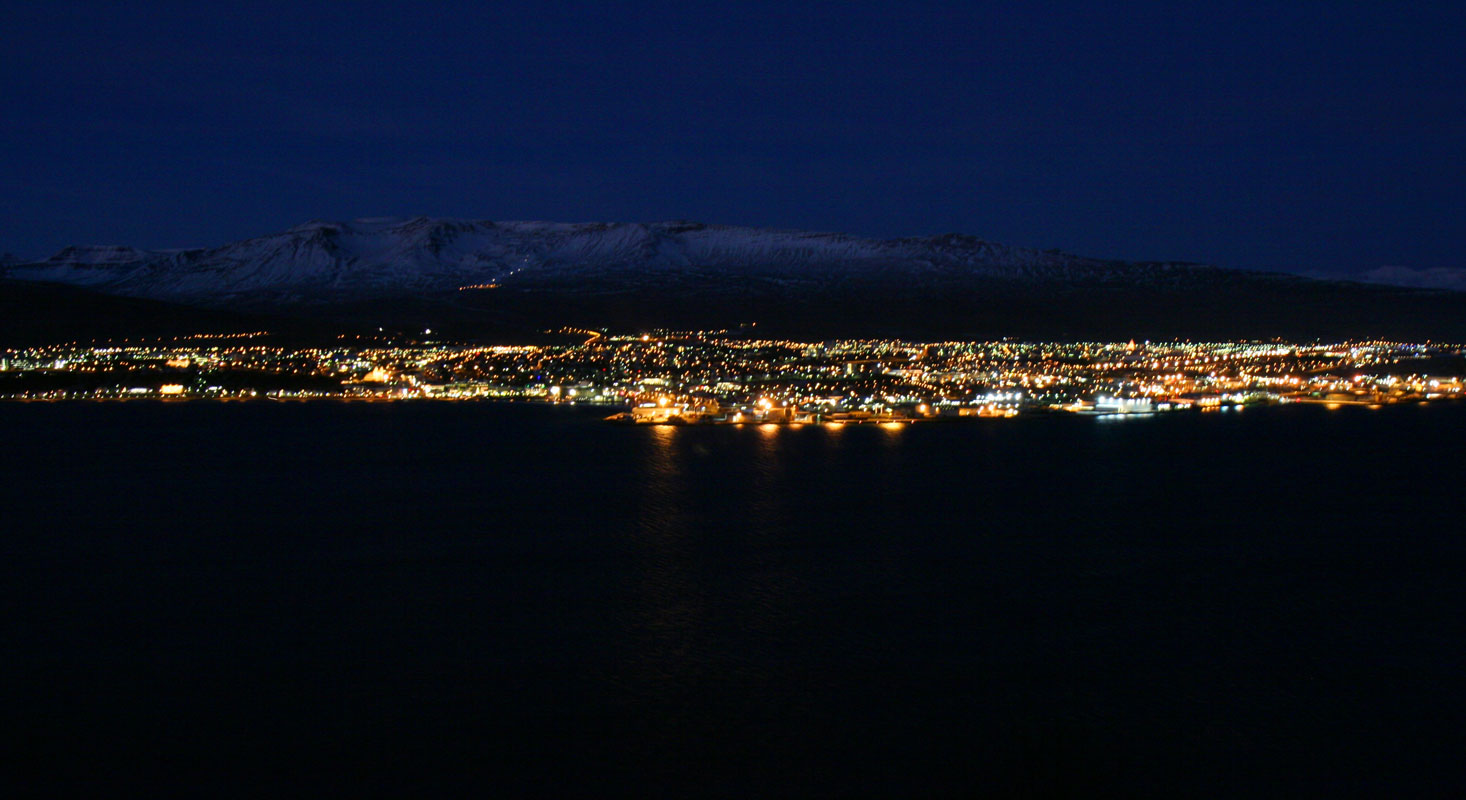
アークルエイリ。エイヤフィヨルズルの西岸より望む。2007年11月、朝撮影。

エイヤフィヨルズル地域は、南西アイスランドにある大レイキャヴィーク圏に次いで、アイスランドで2番目に人口の多い地域である。この地域の総人口は、2008年の時点でおよそ24,000人である（ただしシグルフィヨルズル（アイスランド語: Siglufjörður）にある同名の町(en)とグリムス島（アイスランド語: Grímsey）を除く――それらの地域はしばしばエイヤフィヨルズルに関連づけられるが、地理的な意味では所属しているとは言えない）。
最大の町はアークルエイリ（アイスランド語: Akureyri）であり、この地域の他の町に比べ群を抜いて大きい。他の集落には、ダールヴィーク（アイスランド語: Dalvík）、オゥラフスフィヨルズル（アイスランド語: Ólafsfjörður）、フリース島（アイスランド語: Hrísey）、アウルスコウグスサンドゥル（アイスランド語: Árskógssandur）、ホイガネース（アイスランド語: Hauganes）、ヒヤルトエイリ（アイスランド語: Hjalteyri）、フラプナギル（アイスランド語: Hrafnagil）、スヴァルバルズスエイリ（アイスランド語: Svalbarðseyri）、グレーニヴィーク（アイスランド語: Grenivík）などがある。これら集落のほとんどが漁業や農業で生計を立てているのに対し、アークルエイリは産業の中心地であるだけでなく、現在成長中の大学（アークルエイリ大学）がある町でもある。